# Błażejowice (powiat brzeski)
Błażejowice (niem. Heidehaus) – wieś w Polsce, w województwie opolskim, w powiecie brzeskim, w gminie Lewin Brzeski.
Do 2024 r. miejscowość była przysiółkiem wsi Borkowice. W latach 1975–1998 przysiółek administracyjnie należał do ówczesnego województwa opolskiego.